# Brachycorythis conica
Brachycorythis conica là một loài thực vật có hoa trong họ Lan. Loài này được (Summerh.) Summerh. mô tả khoa học đầu tiên năm 1955.